# Kees van Dongen
Kees van Dongen, seudónimo de Cornelis Théodorus Marie van Dongen (Delfshaven, 26 de enero de 1877-Montecarlo, 28 de mayo de 1968), fue un pintor neerlandés. Se estableció en París en 1897 y obtuvo la nacionalidad francesa en 1929. Fue miembro del grupo fovista y, por un breve período, del movimiento expresionista alemán Die Brücke.

## Biografía
Nació en el pueblo de Delfshaven —que actualmente forma parte del área urbana de Róterdam— en una familia de clase media, el segundo de cuatro hermanos. Trabajó con su padre preparando malta para fabricar ginebra. En 1892 comenzó a estudiar pintura en la Real Academia de Bellas Artes en Róterdam. De 1892 a 1897, frecuentó el distrito rojo del puerto. Durante este periodo, consecuentemente pintó marineros y prostitutas. 
Mientras tanto se ganaba la vida como ilustrador para periódicos. En 1897 vivió en París durante varios meses, retornando definitivamente en diciembre de 1899 para reunirse con Augusta Preitinger «Guus», a quien había conocido en sus días de estudiante en la Real Academia. Se casaron en julio de 1901 cuando ella se quedó embarazada. Pronto comenzó a trabajar como ilustrador de publicaciones y posteriormente a exponer su obra en París, siendo de destacar su presencia en el controvertido Salón de otoño de 1905. Los vibrantes colores de las obras presentes en esta exposición colectiva —en la que se expusieron obras de Matisse y Derain entre otros— darían origen al nombre con que se conoció al grupo: fauvistas (fauves, bestias salvajes); por un tiempo formó asimismo parte del movimiento expresionista alemán Die Brücke.
En esos años formó parte de una ola de pintores de vanguardia, entre ellos Maurice de Vlaminck, Othon Friesz, Henri Rousseau, Robert Delaunay, Albert Marquet, Édouard Vuillard, que aspiraban a renovar la pintura que creían estancada en el neoimpresionismo. En 1906, el matrimonio van Dongen se mudó al Bateau-Lavoir en el número 13 de la rue Ravignan de Montmartre, donde se hicieron amigos del círculo en torno a Pablo Picasso y su amante Fernande Olivier.
La Primera Guerra Mundial sorprende a los van Dongen de vacaciones en los Países Bajos, donde Kees conoció a la socialité Leah Jacob —llamada Jasmy—, quien lo introduce al mundo de la clase alta para la cual comienza a pintar retratos. Divorciado de Augusta en 1921, se naturalizó francés en 1929. 
En octubre de 1941, a raíz de una invitación de Arno Breker, participó con siete artistas franceses —incluyendo a André Derain, Maurice de Vlaminck, André Dunoyer de Segonzac, Othon Friesz y Charles Despiau— en un viaje a Alemania patrocinado por Joseph Goebbels, lo cual puso en riesgo su reputación tras la Segunda Guerra Mundial, además de traer aparejado peligro para su libertad y su vida, ya que haber aceptado el patrocinio de un líder nazi de primera línea como Goebbels podía servir de base a una acusación de colaboracionismo. Sin embargo, jamás fue formalmente enjuiciado, y su prestigio se mantuvo en gran parte intacto —aunque, en los primeros años de la posguerra hubo de trabajar nuevamente como ilustrador a causa de la baja venta de sus cuadros—. Finalmente recuperó su nivel, si bien su actividad fue disminuyendo debido a su edad, dedicándose en gran parte a hacer retratos de sociedad. Fue muy amigo de Federico Beltrán Masses.
Murió en Montecarlo, donde residía desde hacía nueve años, en 1968.

## Vida personal
Se casó en julio de 1901 con Augusta Pretinger y tuvieron dos hijos: en diciembre de 1901 su esposa dio a luz un hijo que murió a los dos días. En abril de 1905 nació su hija Augusta. Tras su divorcio en 1921, Pretinger falleció en 1946. Kees van Dongen después vivió durante unos diez años con la directora de arte neerlandesa Leah Jacob. En 1934 inició una relación con la francesa Marie-Claire Huguen, con quien tuvo un hijo llamado Jean-Marie (1940). Se casó con Huguen en 1953. De naturaleza social y conocido por las fiestas que solía ofrecer, fue uno de los retratistas más cotizados de la alta sociedad francesa tras el fin de la Primera Guerra Mundial. Con un cinismo juguetón, comentaría sobre la popularidad de su trabajo entre las damas de la alta sociedad: "Lo esencial es alargar a las mujeres, y, sobre todo, adelgazarlas. Después, solo queda agrandar sus joyas. Quedan cautivadas".